# Polygala ceciliana
Polygala ceciliana är en jungfrulinsväxtart som beskrevs av Maria do Carmo Mendes Marques och J.F.B.Pastore. Polygala ceciliana ingår i släktet jungfrulinssläktet, och familjen jungfrulinsväxter. Inga underarter finns listade i Catalogue of Life.